# کارل
کارل یا کارل سوپ یک زیست گاه بزرگ است که در دره سوپ در استان بارانکا پرو واقع شده است و در ۲۰۰ کیلومتری شمال لیما قرار دارد. کارل یک شهر باستانی در آمریکای جنوبی است که به دوران تمدن نورته چیکو وابسته است. این مکان در سال ۲۰۰۹ در میراث جهانی یونسکو به ثبت رسید.